# 堀口幸恵
堀口 幸恵（ほりぐち ゆきえ、1985年2月19日 - ）は、日本の俳優。所属事務所はオフィス天童。東京都出身。日本大学文理学部哲学科卒業。

## 来歴・人物
2005年、アルターエゴプロジェクト参加。2006年、劇団アルターエゴに入団。俳優活動を開始。準劇団員。劇団アルターエゴ公演をはじめ、ミュージカル、小劇場、中劇場、中村まり子主宰のパニックシアター、トツゲキ倶楽部、劇団†勇壮淑女など、多くの公演に出演し、舞台を中心に幅広い活動をしている。

## 出演

### 舞台
- 赤坂RED／TEATER「バッファローの月」T-PROJECT公演
- シアターサンモール ミュージカル「オーバー・ザ・ピンク・レインボウ」
- 博品館劇場 ミュージカル｢へっぴり腰で行こう！｣
- 俳優座劇場 「誤認の女」 劇団アルターエゴ公演
- エコー劇場 「ある女優」 劇団アルターエゴ公演
- OFF・OFFシアター 「デイドリーム」 劇団アルターエゴ公演
- OFF・OFFシアター 「八月の家族へ」 劇団アルターエゴ公演
- 「劇」小劇場 「六月のクリスマス」 パニック・シアター公演
- シアター711 「ホテル・サウダーデ」 パニック・シアター公演
- 「劇」小劇場 「ベル・ファミーユ〜BELLE(S)-FAMILLE(S)〜」 パニック・シアター公演
- 王子小劇場 「笑うゼットン」 トツゲキ倶楽部公演
- 小劇場楽園 「キス・アンド・クライ」 トツゲキ倶楽部公演
- 日暮里d-倉庫 「あたしのあしたの向こう側」 トツゲキ倶楽部公演
- ウッディーシアター 「チキュウノミカタ」 劇団†勇壮淑女公演
- ウッディーシアター 「ボンゴレロッソ」 主演 劇団†勇壮淑女公演
- 中野ザ・ポケット 「ゾビンとミルルのグルグルしたハナシ」 劇団†勇壮淑女公演
- 中野ザ・ポケット 「もっとその時はロマンティック」 劇団†勇壮淑女公演
- 新宿SPACE107 「ハツカネズミと人間」 ALL ACT COMPANY公演
- 感動するRO-DO-KU LIVE 生きるよろこび (2018年) -太宰治「カチカチ山」兎 朗読 佐藤輝構成演出 神楽坂TheGLEE

### スチール
- 健康雑誌 ｢しゃきっと｣ エクササイズモデル

### ゲーム
- PSP「絶対ヒーロー改造計画」女獣人プチドラゴン役

### ビデオ
- 「群馬県青年健全条例」ナビゲータ役